# 王翱
王翱（1384年—1467年），字九臯，直隸鹽山縣（今河北省滄州市孟村回族自治县）人。明朝政治人物，官至吏部尚書。

## 生平
永樂十三年（1415年），成祖首次在北京舉行會試。當時正值成祖準備遷都，意欲選拔北方人才，而王翱在會試、殿試均名列前茅，成祖大喜，特地召其賜食。改庶吉士，授大理寺左寺正，左遷為行人。
宣德元年（1426年），由楊士奇推薦，擢為监察御史。宣德五年（1430年），巡按四川。英宗即位，擢為右僉都御史，偕同都督武興鎮守江西，懲治貪污，深得吏民敬畏。正統二年（1437年），召還朝中。四年（1439年），鎮壓處州、松潘民變。六年（1441年），代替陳鎰出鎮陝西，軍民中有無力償還借糧者，王翱准許免除債務。七年冬，提督遼東軍務。次年，進右副都御史。十二年（1447年），與總兵曹義等出塞攻擊兀良哈，擒斬百余人，進右都御史。十四年（1449年），諸將在廣平山破敵，進左都御史。脫脫不花進犯廣寧，明軍潰敗，王翱入城死守。敵軍退後，王翱被追究，被停俸半年。
景泰三年（1452年），召還京師任職，加太子太保。当时，潯、梧瑤族起事，朝廷特派王翱監督軍務，成為首任兩廣總督。次年，召為吏部尚書，当时何文淵協王直掌管吏部，多用私人，后被言官弹劾离去，王翱遂取代。
天順初年，王直致仕，權臣石亨排擠王翱，王翱上疏請求退休，幸虧李賢力爭，方得以留任。後來李賢也險些被石亨逐官，亦幸得王翱上言留任，兩人因此私交甚篤。天順五年（1461年），加封太子少保。成化元年，進太子太保。多次上疏乞歸，均被慰留，并派遣御醫診治。成化三年（1467年），王翱病重，方獲准致仕，未及離京即卒，享年八十四歲。贈太保，謚忠肅。

## 延伸阅读
[在维基数据编辑]
 《國朝獻徵錄·卷之二十四》，出自焦竑《國朝獻徵錄》
 《明史卷一百七十七》，出自《明史》
 在维基共享资源阅览影像

## 外部連結
- 明代五朝廉吏王翱 （页面存档备份，存于）

| 官衔          | 官衔                        | 官衔        |
| ------------- | --------------------------- | ----------- |
| 前任： 何文淵 | 明朝吏部尚書 1453年－1467年 | 繼任： 李秉 |